# Dulce mexicano

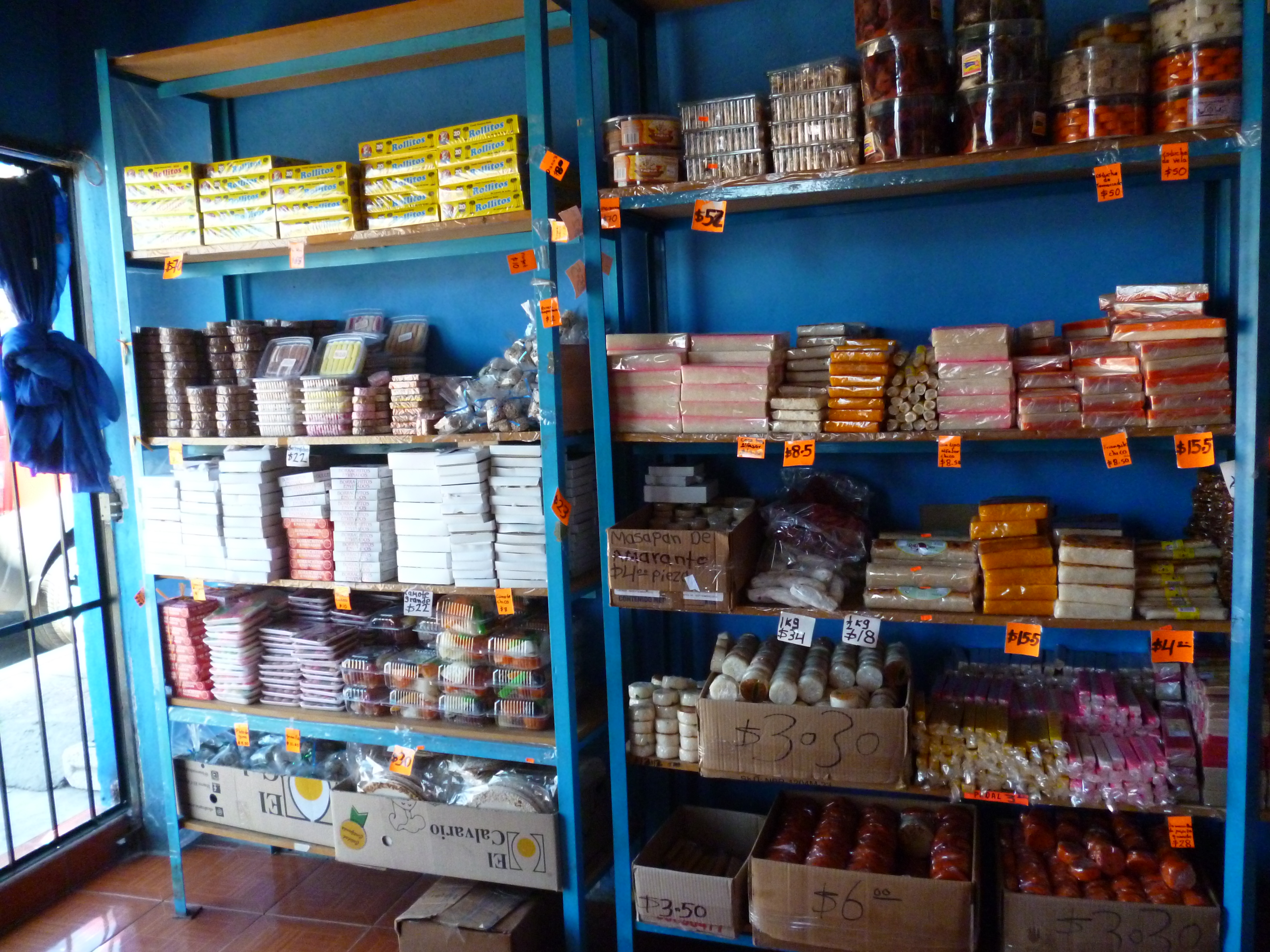
Estantes con dulces en Temoac, Morelos.

En México, existe una gran y diversa variedad de dulces típicos que varían de una región a otra, muchos de ellos son elaborados artesanalmente y son emblemáticos de la cultura mexicana. Con la llegada de los españoles a México, la cultura indígena se mezcló con nuevas costumbres, tradiciones, colores y sabores. Muestra de ello es la comida mexicana, la cual es considerada una de las más variadas y ricas del mundo. La elaboración de los dulces tradicionales mexicanos forma parte de esta gran riqueza culinaria.
La gastronomía mexicana es también un arte conformado por conocimientos e innovación de alimentos que pertenecen a la cultura de la sociedad. Los dulces típicos mexicanos son parte importante de nuestra gastronomía por su aroma, textura y sabor único que tienen así las personas.

## Historia del dulce en México
La confitería nace como una ciencia, donde los principios de la alquimia adquirieron un papel importantísimo; un arte, donde el azúcar se usaba para crear las más caprichosas formas arquitectónicas, pictóricas y escultóricas; sápidas, aromáticas y sabrosas.

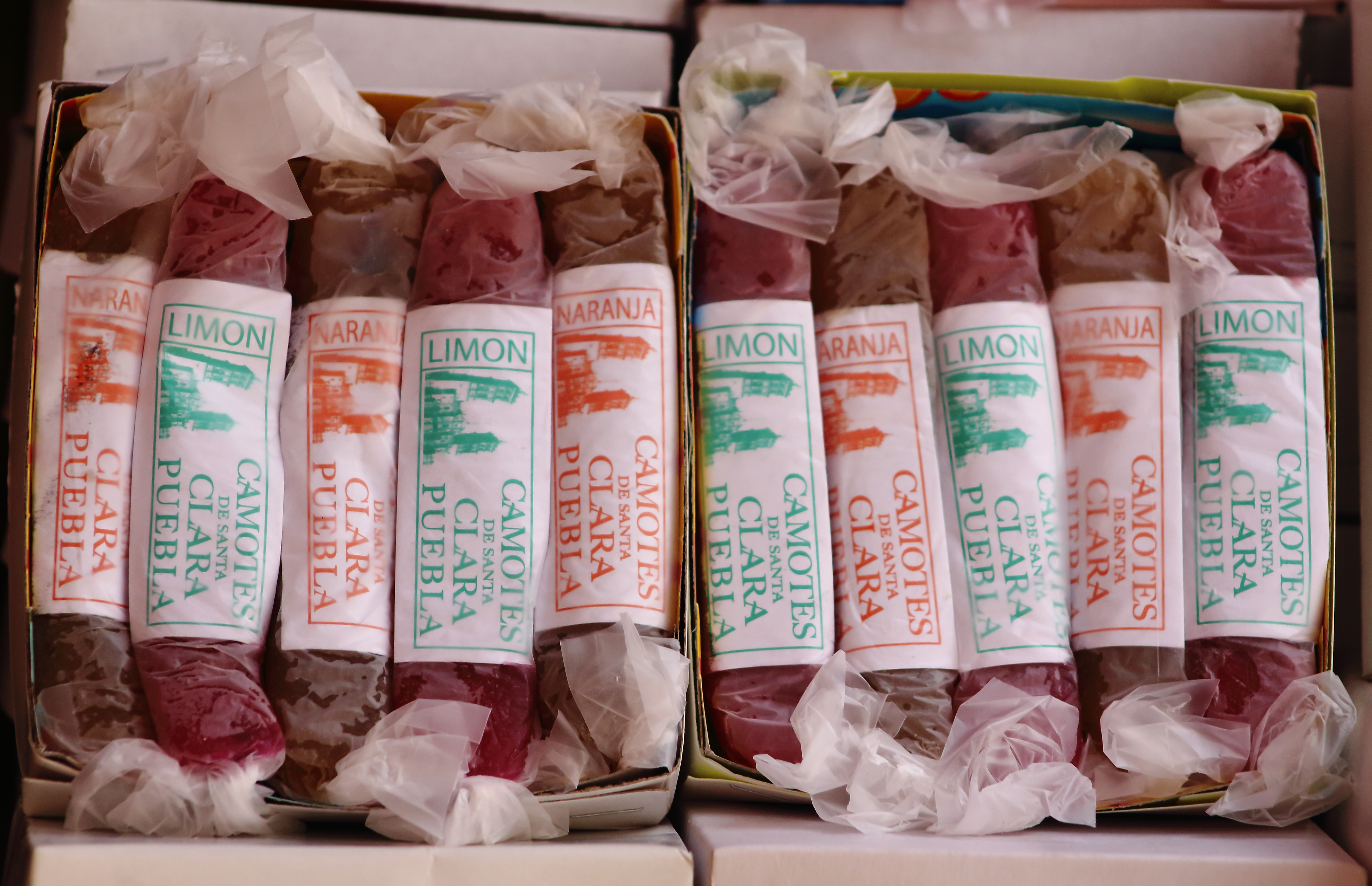
Camotes de sabores hechos en México.

En México, los niños juegan y consumen ciertas hormigas llamadas meleras, que tienen una bolsita llena de miel y se conocen en náhuatl como necuazcatl, también consideradas sagradas por las antiguas culturas mesoamericanas. 
Actualmente, los indígenas clasifican a esas hormigas por el sabor de su miel y lo asocian con su color. Cuanto más oscura es más dulce. La de color café se le llama hormiga Coca-Cola, a la amarilla, más acidita, se le conoce por hormiga mantequilla, y cuando su color es intermedio se le dice simplemente hormiga dulce.
Desde 1528, se inició el “Paseo del pendón”, un desfile conmemorativo del 13 de agosto, día en que se rindió Cuauhtémoc. Se obsequiaban dulces y se echaban confites; en los albores de la capital de la Nueva España, apareció un confitero español llamado Francisco de Ledesma, quien con una negrita liberta llamada Barbola, elaboraba conservas, alfeñiques y mazapanes de influencia árabe, además de ciertos dulces llamados confites especiales para las celebraciones, pues servían para arrojarlos al pueblo en forma alegre y jovial durante el desfile; rara vez faltaron estos dulces, pero hubo casos extremos que cuando faltaron los confites, fueron sustituidos por los confetis de papel.

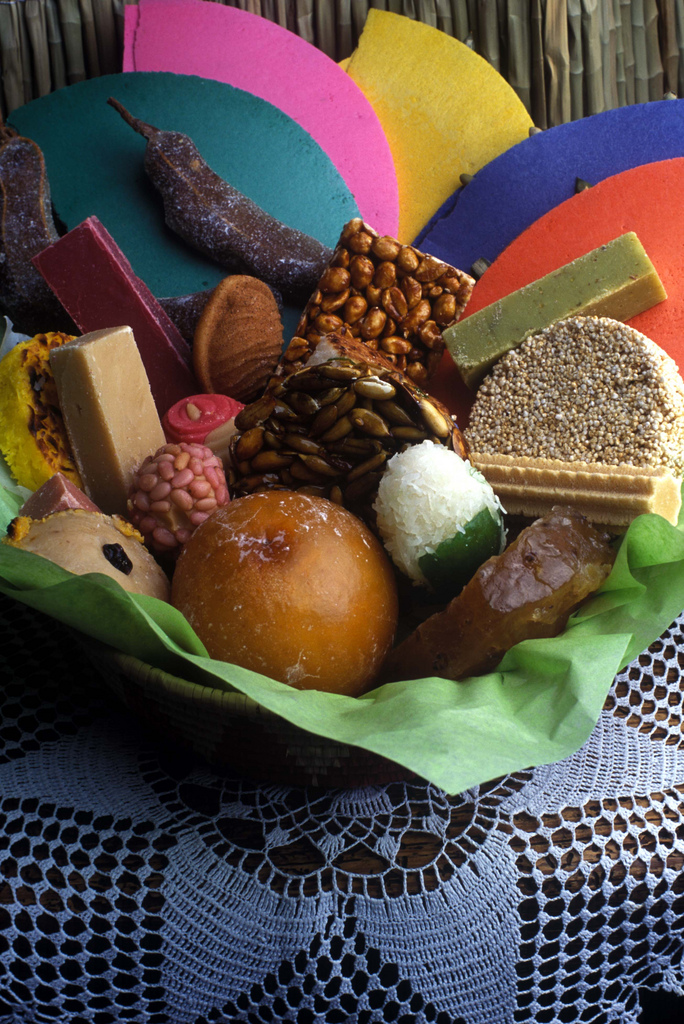
Dulces típicos del Estado de México.

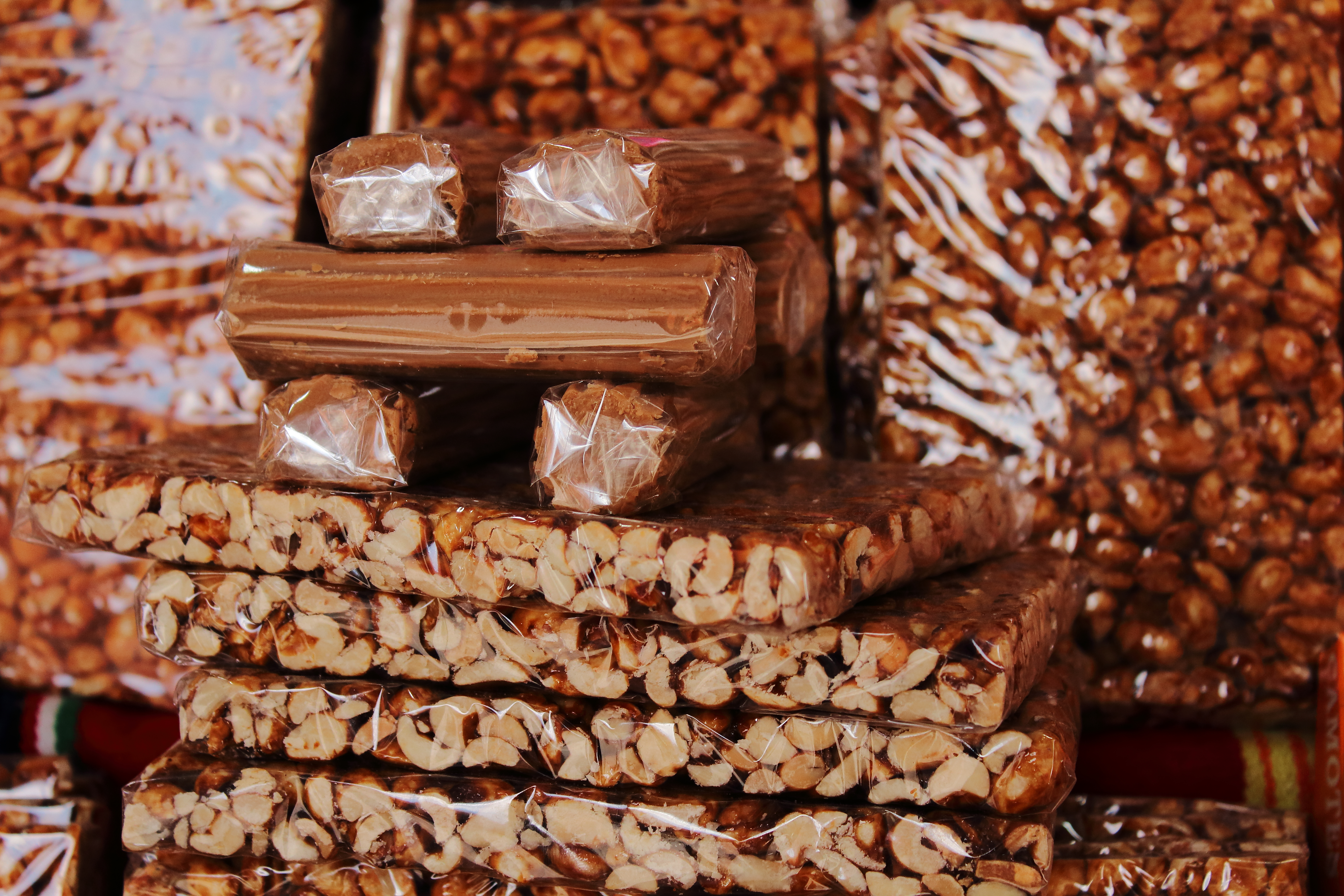
Dulce de cacahuate

Además, la dulcería de esa época incluía ciertas pastas de azúcar y harina como las pastillas de boca o las llamadas suplicaciones, que eran similares a los barquillos, estaban hechas de azúcar muy fina mezclada con harina, amasada, laminada, contada con un hierro especial y horneada.
Barbola, la primera dulcera de América, recibió por su trabajo casa, comida y 100 pesos anuales.
Así, durante los “paseos del pendón” se obsequiaba una colación consistente en calabazas cristalizadas, ponteduros, suspiros, bien me sabe, frutas de almendra, mazapanes envinados, huevitos de faltriquera y jamoncillos de pepita.
Después los dulces servían para gratificar a los trabajadores, a los ganadores de certámenes y hasta los sinodales de los exámenes en la Real y Pontificia Universidad de México.
Fueron famosos por sus dulces los conventos de monjas de las ciudades de Querétaro (Querétaro), Puebla (Puebla), Morelia (Michoacán) y Toluca (Estado de México). Ahí nacieron los alfeñiques, los alfajores, las aleluyas y las tortitas de Santa Clara.
La tradición confitera mexicana no sólo continuó sino creció durante el siglo XIX. Aparecieron las primeras industrias mecanizadas tanto de dulces como de chocolates, todavía de mesa con tendencias a hacerse golosinas y se inventaron nuevos modelos de productos.
Algunos nombres de las primeras fábricas son parte del colorido y sabor del México independiente: La Estrella y La Locomotora de Don Eugenio de la Flor se desarrollaron en Xalapa, Veracruz. En Puebla, Puebla, Doña Victoria O. abrió La Gran Fama en 1862.
En la Ciudad de México, aparecieron: La Concha, La Norma, El Vapor, La Cubana, La Flor de Tabasco, La Cibelina, Bremen y Lady Baltimore. 
En Durango, Durango, se destacó La Minerva. En Mérida, Yucatán, hacia 1894, se deleitaba con los productos de El Néctar, Las Delicias, La Marina y La Gran Fábrica Yucateca de Chocolates.
En 1902, se inició la producción casera de las paletas Mimí y las pastillas Usher. En 1927, en San Luis Potosí, San Luis Potosí, comenzó a fabricarse la cajeta de la Hacienda Coronado; en 1930, en esa misma ciudad nace Chocolates y Dulces Costanzo de la mano de Don José Costanzo Navazotti y su esposa Doña María Palafox; en 1939 surgió la dulcería Laposse, muy famosa por sus caramelos con pasita. Chocolate Ibarra inició en forma artesanal su negocio de chocolates en 1924, en Guadalajara, Jalisco. En 1925, nace Canel's en San Luis Potosí, San Luis Potosí de la mano de Don Roberto García Maldonado elaborando principalmente chicles, y más adelante, caramelos suaves y macizos, gomitas, pastillas para el mal aliento, cremas, dulces de leche, paletas, entre muchos otros. En la Ciudad de México, apareció Larín. La Fábrica de Chocolates la Azteca continuó la labor de La Manita con su chocolate Morelia Presidencial e introdujo uno de los primeros chocolates instantáneos en polvo. En 1938, surge en Poncitlán, Jalisco Dulces Montes de la mano de Don Miguel Montes Castellanos, y comienza la elaboración de varios dulces de leche, en ese entonces en una cazuela de cobre y con el beneficio de estar cerca de las vías del tren como medio de distribución, lugar en donde hasta la fecha se fabrican los dulces Tomy, Damy, Ricos Besos, Cachitos, entre muchos otros.La Giralda aparece en 1939. En 1945, inició en Guadalajara, Jalisco la elaboración casera de Dulces de la Rosa de la mano de Don Jesús Michel González, donde hacía botellitas de licor, dulces de malvavisco, paletas de malvavisco con chocolate, y más adelante, mazapanes de cacahuate. En 1946, inician Chocolates La Corona, con fabricación de dulces como el paletón de chocolate. En 1950, inició un pequeño negocio en Guadalajara, Jalisco que creció tanto, que hoy en día más de veinte empresas forman Dulces Vero. En 1960, nace en Tonalá, Jalisco Dulces Beny de la mano de Don Benito Acosta y su esposa Doña Alejandra Chaires quienes comenzaron elaborando pequeños caramelos de diferentes formas, colores y sabores, paletas, chocolates y malvaviscos. En la década de los años 1960, nace en Puebla, Puebla Dulces Anáhuac de la mano de Don Ricardo Menéndez de la Fuente, conocido en elaborar su popular paleta "Chipileta", Burbusoda, Selz Soda, Bocati, Limón 7, entre muchos otros. En 1970, nace en la Ciudad de México Dulces Miguelito de la mano de Don Felipe Zúñiga y su esposa Doña Susana Canuto, junto con su amigo e inversionista Don Miguel Palomar, eleborando polvos y dulces con sabor a chamoy.

## Dulces típicos mexicanos

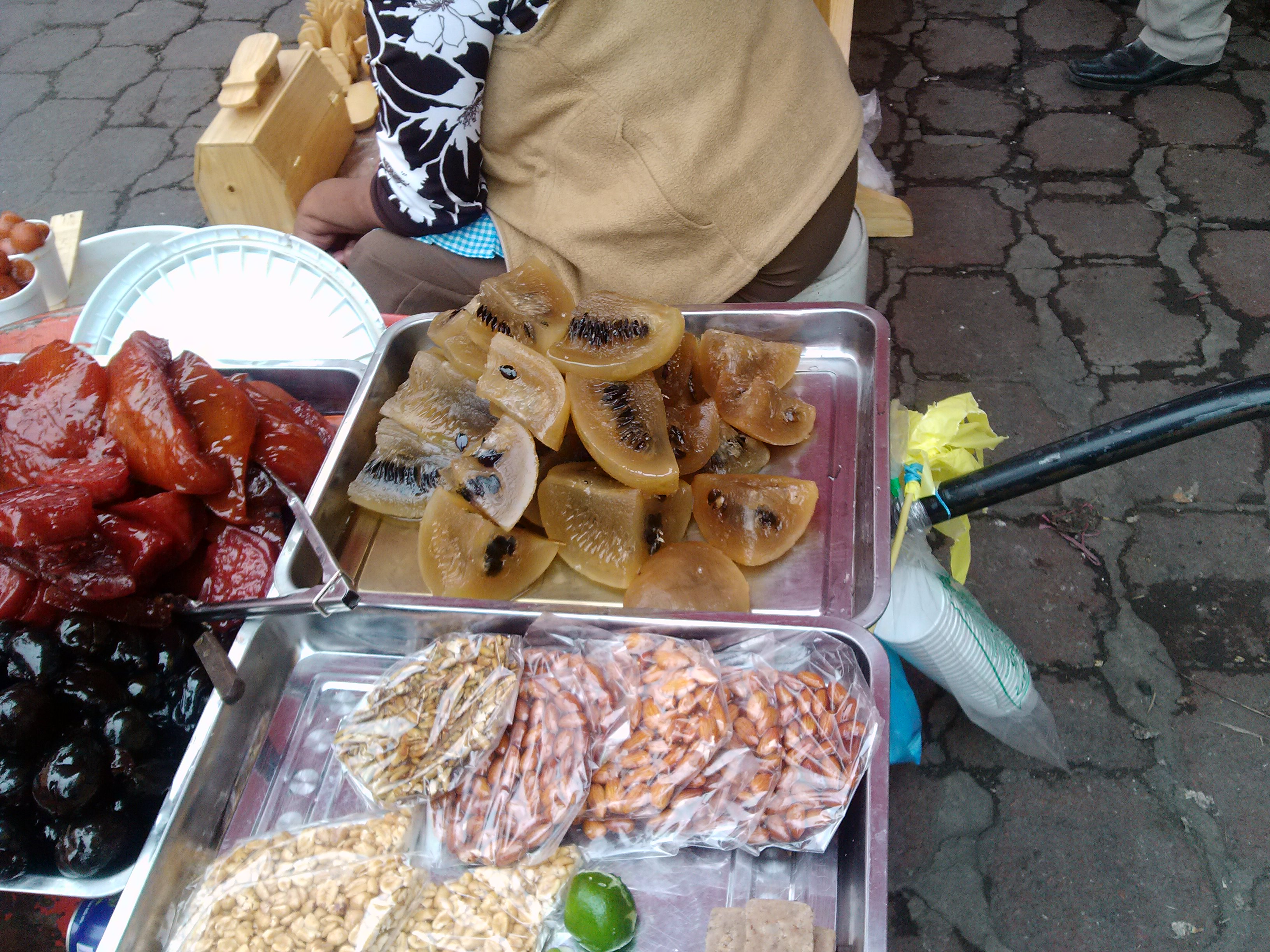
Dulces (fruta) cristalizados

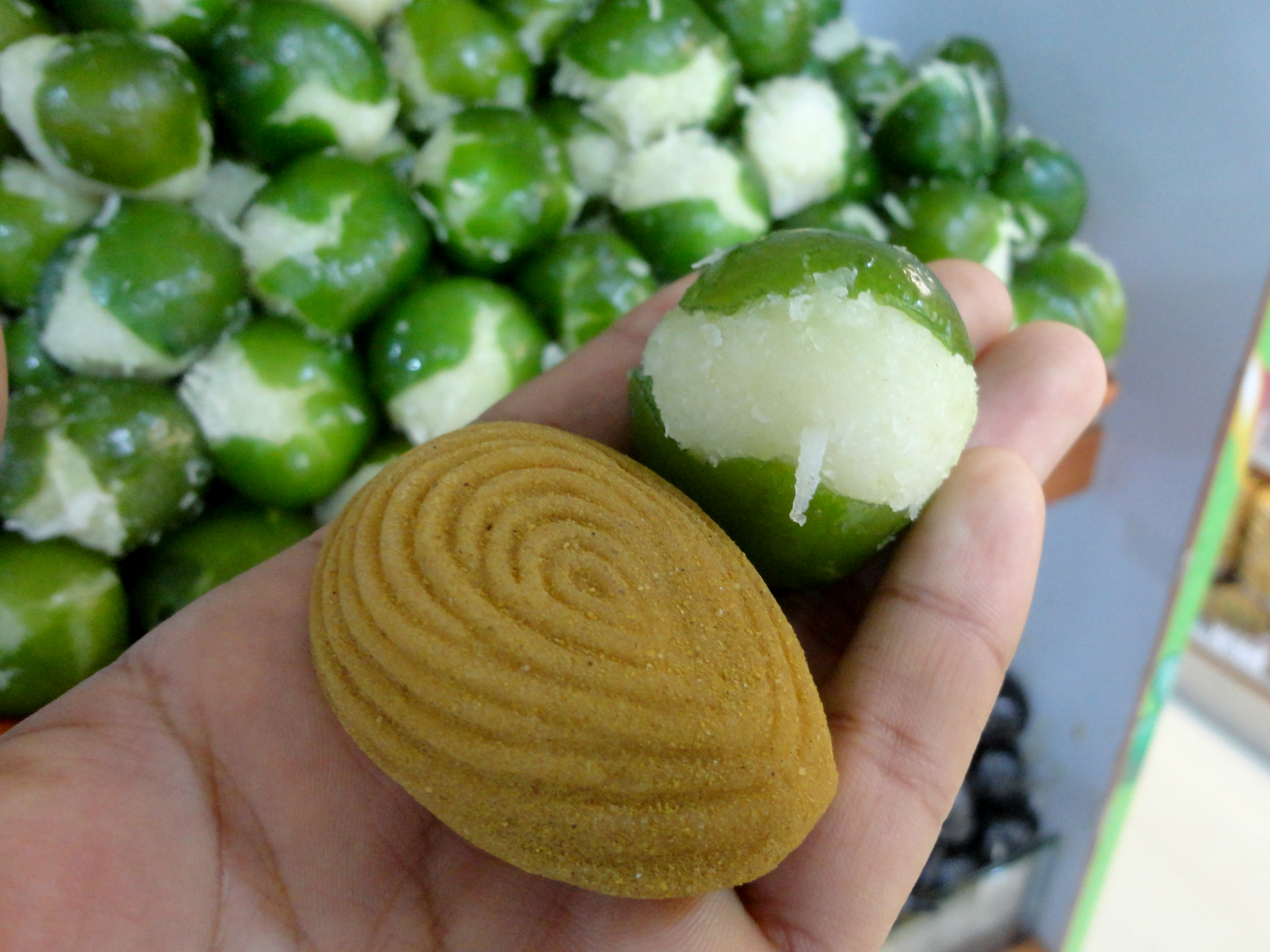
Huesito y limón relleno de coco

### Alegrías

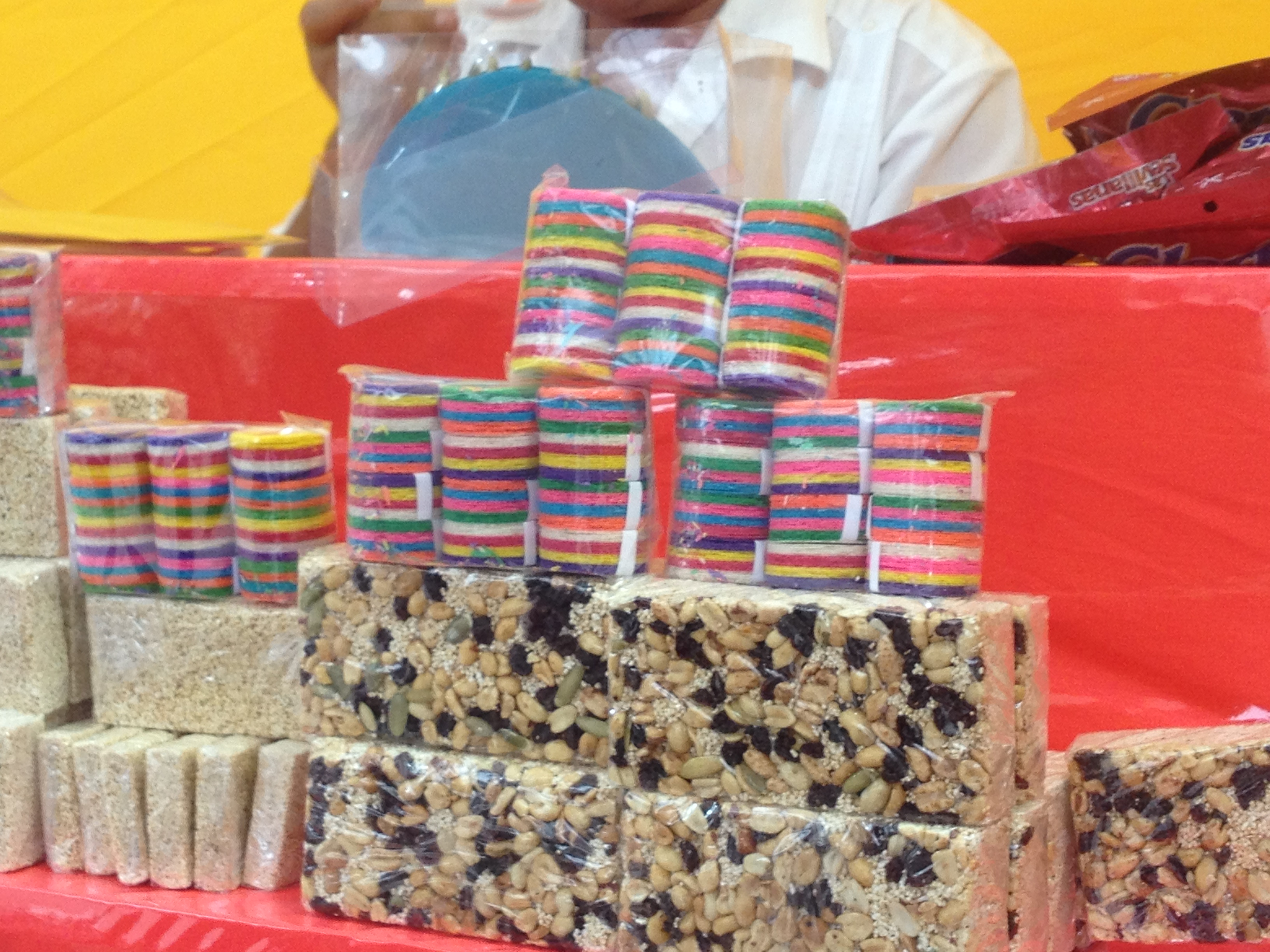
Alegrías de amaranto con semillas y frutos secos

Las alegrías son el dulce más representativo de todo México, por las semillas de amaranto provenientes de este país. La receta para la elaboración del dulce de alegría ha pasado de generación en generación durante muchos siglos, hasta llegar a nuestros días sin sufrir modificaciones importantes. Las alegrías se preparan con amaranto y semillas de amaranto como ingrediente principal, azúcar,  miel y pasitas. 
La planta de donde proceden las semillas, el amaranto, es originaria de México y desde tiempos prehispánicos, además de formar parte de la dieta de los indígenas, se usó como moneda de cambio y con fines ceremoniales, para lo que realizaban figuras de amaranto y miel para ofrecerlas a los dioses.

### Palanquetas de cacahuate
Las palanquetas de cacahuate son otro dulce típico y muy famoso en México. Este dulce se prepara con cacahuates en trozos, azúcar, agua, glucosa líquida, margarina y grasa o aceite vegetal, es muy reconocido en varios estados de México.

### Ate
El ate es un dulce mexicano que surge durante la época de la colonia, su creación se atribuye a los frailes franciscanos españoles que produjeron una pasta con azúcar y añadiéndole la alta temperatura y un tiempo de cocción largo se obtiene su textura gelatinosa.

### Obleas
Este dulce se prepara formando una miel con piloncillo con la cual se pegan las semillas de pepita en unas obleas de diferentes colores. También se les conoce como "Pepitorias" en algunas regiones del país.

### Dulce de calabaza
Este delicioso postre se prepara con calabaza de castilla, agua, azúcar, miel, piloncillo y canela. 

### Cocadas

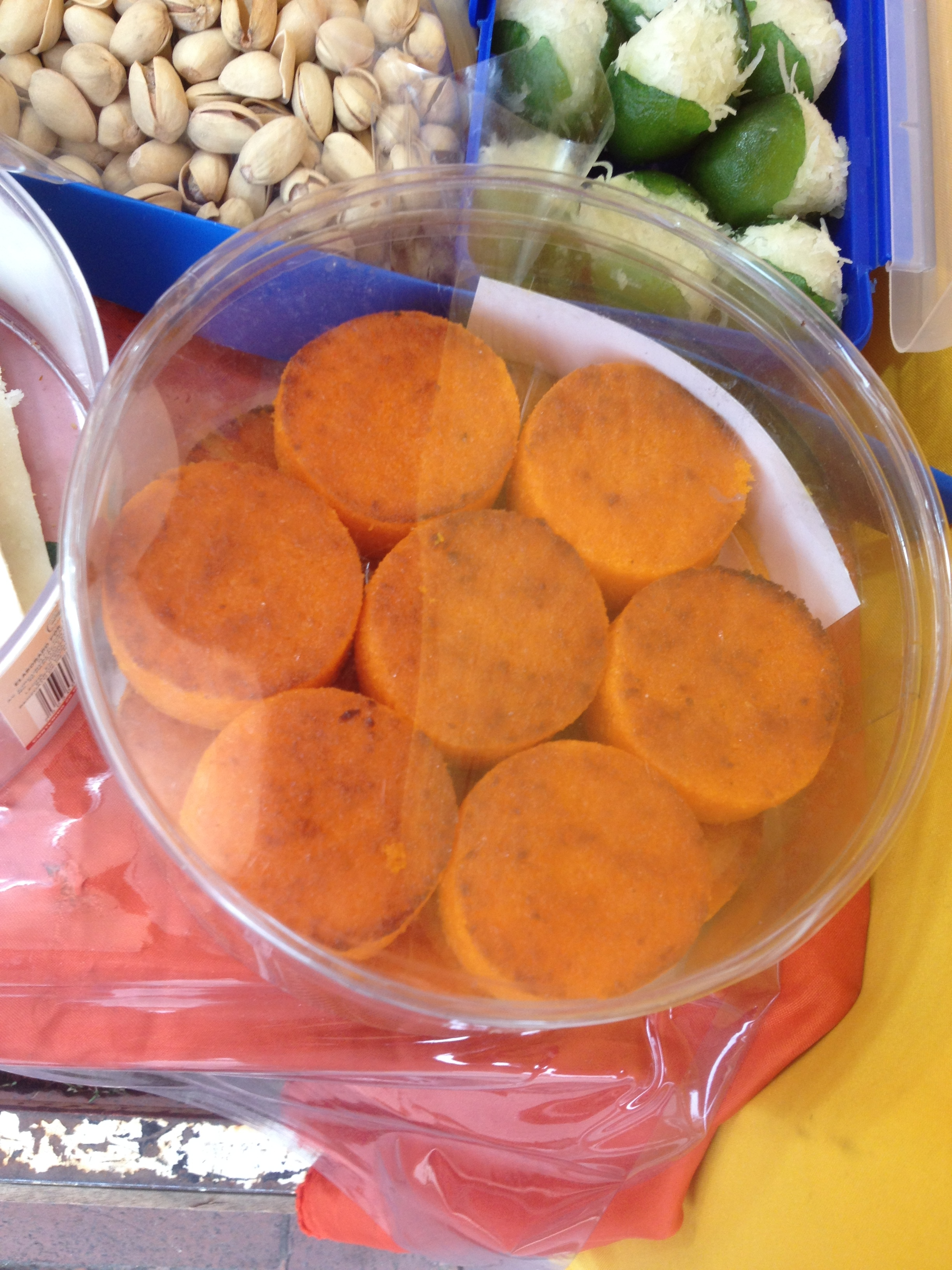
Cocadas

La cocada es un dulce típico que se distingue por el especial sabor de coco que adquiere al ser horneado y el característico color amarillo. Se prepara con coco rallado, azúcar y yemas de huevo, que al ser horneadas como paso final, adquieren su característico sabor y crujiente textura.

### Alfajor de coco

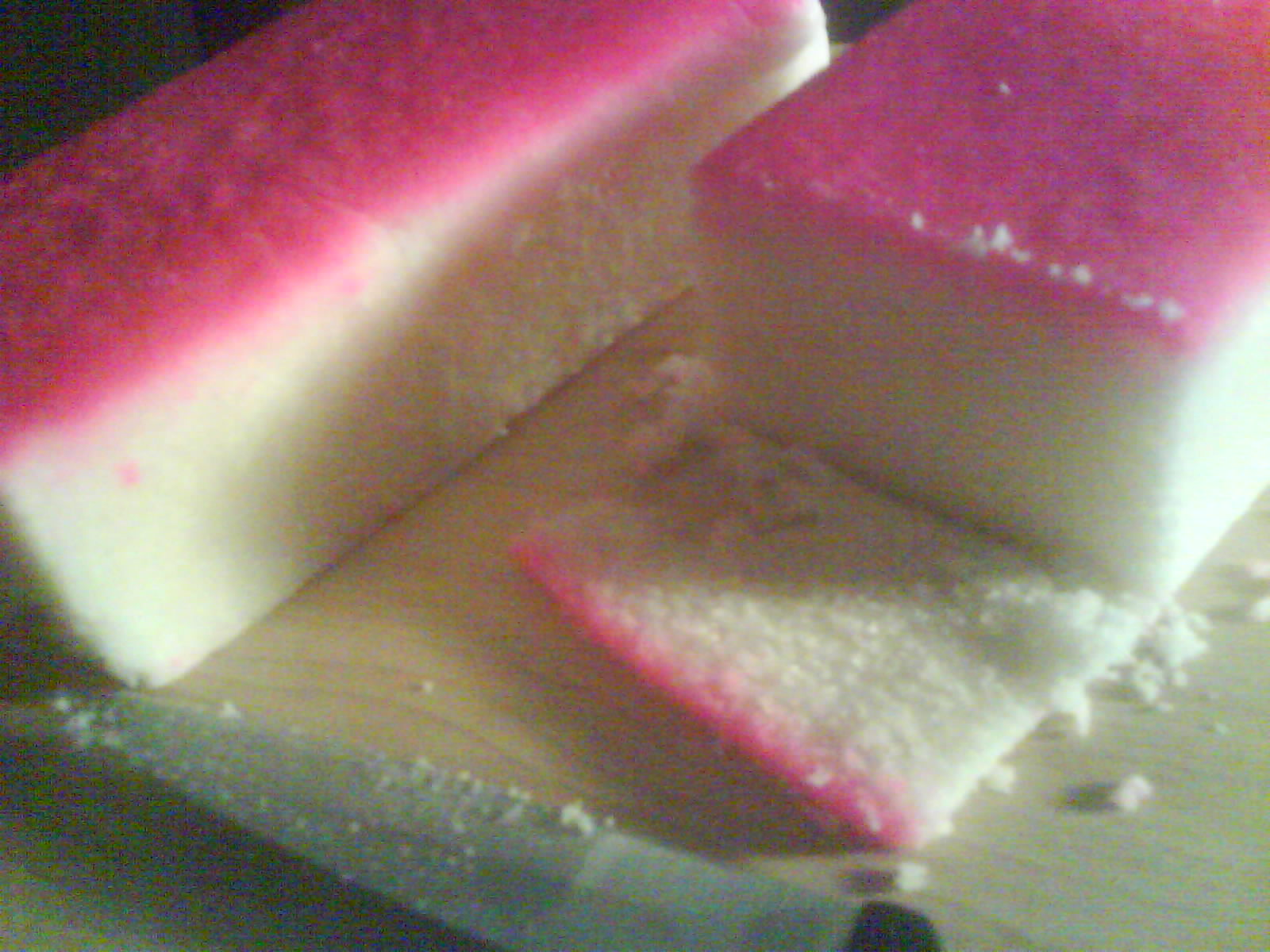
Alfajor de coco

El alfajor de coco o alfajor mexicano es un dulce hecho de coco rallado cocido en miel de azúcar, que normalmente se deja de color natural y se pinta el costado de color rosa mexicano; se puede encontrar blanco, rosa o de ambos colores.

### Glorias de Linares
Las glorias de Linares son unos de los dulces más representativos de Linares, Nuevo León. Se preparan con leche de cabra y de vaca quemada, nuez pecana, canela, azúcar y bicarbonato de sodio, todo preparado en caso de cobre con pala de madera. Al final, se envuelven con celofán rojo.

### Higos
Los higos en dulce son otra tradición en golosinas mexicanas. Su sabor característico se debe al caramelo que surge de la cocción de éstos con azúcar, con un sabor dulce pero semiamargo. 

### Merengues
Los merengues son dulces que se preparan con claras de huevo y azúcar. Se preparan con claras de huevo, azúcar, fécula de maíz y esencia de vainilla.

### Dulces de alfeñique
El término alfeñique es de origen árabe y se refiere a una pasta de azúcar cocida que combinada con la almendra y el cacahuate crea un delicioso dulce. Es utilizado principalmente durante la celebración de día de muertos.

### Camote
Los camotes, así como otros grandes representantes de los dulces típicos poblanos, tienen su origen en un convento o, al menos es lo que se cuenta popularmente.
La palabra “camote” viene del náhuatl “camohtli”, que significa "raíz comestible". Es un tubérculo parecido a una papa pero con sabor ligeramente dulce. Existen cientos de variedades del camote. La raíz comestible es de forma irregular, larga y bulbosa. La cáscara, lisa, va desde un color café claro, pasando por rojizo y llega a ser hasta morada. La pulpa puede ser de color crema, blanca, amarilla, anaranjada o morada.
El dulce de camote es característico del estado de Puebla y se prepara con azúcar, esencia de limón o de naranja y un poco de agua hasta que se haga una pasta o puré.
Su presentación es diferente a muchos dulces, ya que a la pasta una vez que la hicieron tubo se envuelve en un papel encerado, posteriormente se ponen en cajitas pequeñas para su venta. Al momento de su exhibición podemos ver las cajitas multicolores, llenas de camotes de diferentes sabores, listas para su degustación.

### Jamoncillo

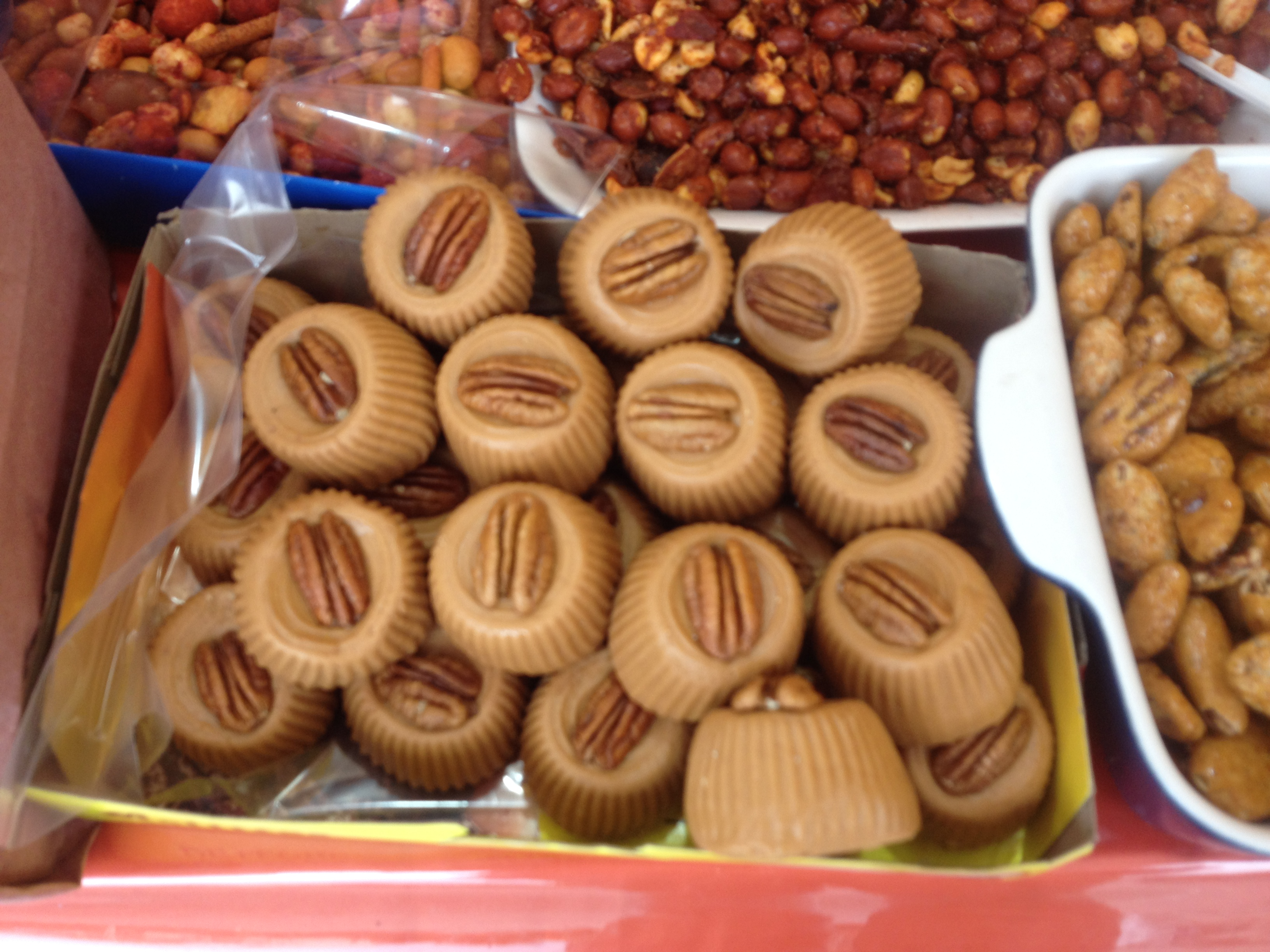
Jamoncillo con nuez

Preparado con dulce de leche, semillas de calabaza y piñón, los podemos encontrar en barras de colores rosa o blanco. El más natural es el de Colima, Colima.

### Macarrones

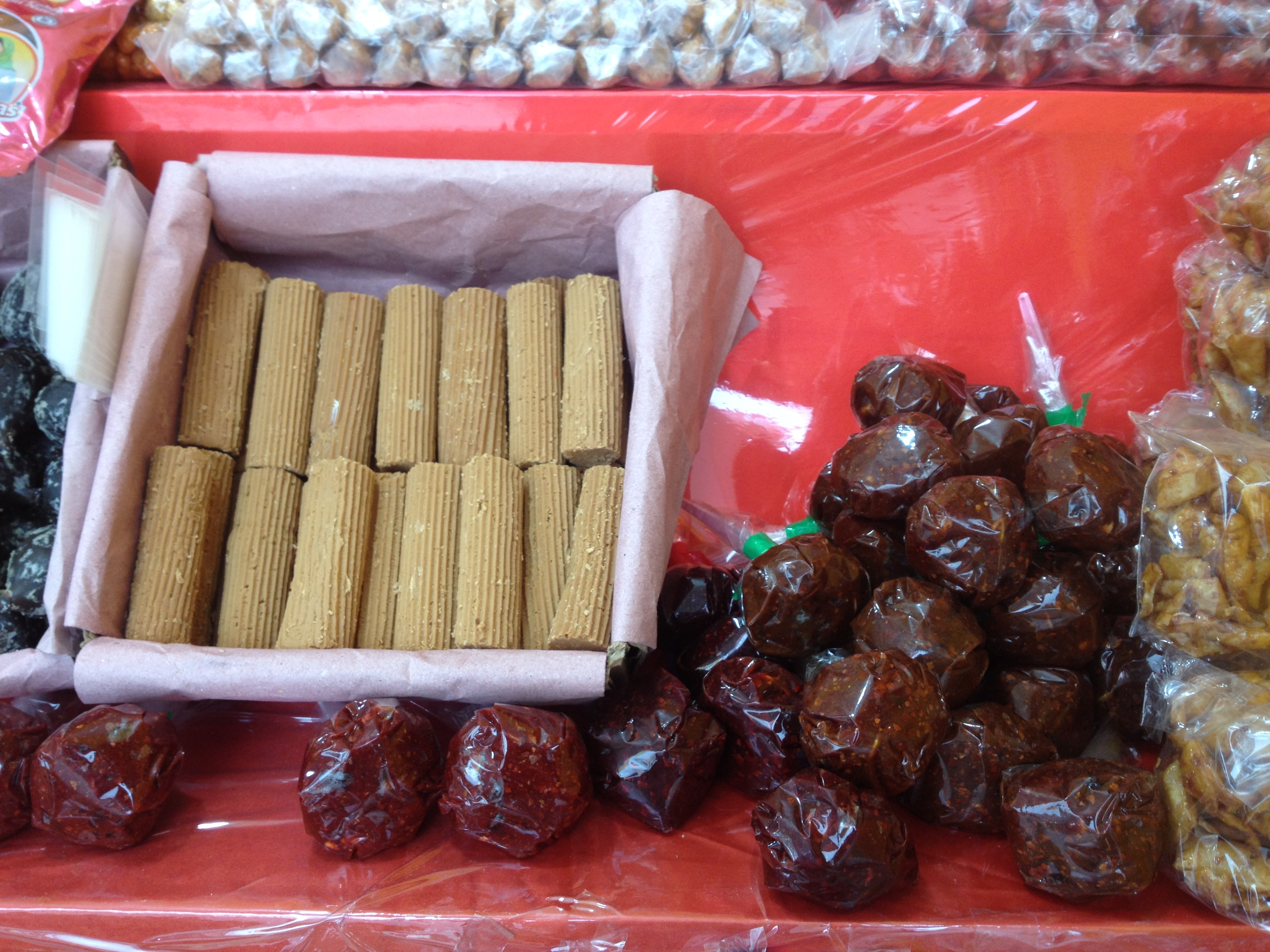
Macarrones tradicionales

Los macarrones están elaborados de leche, son suaves, de forma alargada y color café claro.

### Muéganos
Físicamente, se aprecia como varios trozos de harina pegados con el dulce. Inclusive, por esas características físicas el nombre muégano también se utiliza con una connotación social para denominar a un conglomerado de dos o más personas unidos por un vínculo muy fuerte. 
Este dulce se originó en Texmelucan, Puebla alrededor de 1905, cuando Flora Álvarez, en su afán de crear un nuevo tipo de pan para poder venderlo, ocurrió en realizar lo que hoy conocemos como muégano. Al igual que la mayoría de los dulces típicos poblanos, los muéganos surgen de una combinación entre la comida indígena y la española. 
A pesar de que pocas personas se aventuran a precisar una fecha exacta de su origen, se cree que fue en 1938, cuando el señor Aurelio Martínez Calva inició la preparación de este dulce en tierras huamantlenses. En sus inicios, los muéganos se acompañaban de nieve de limón, misma que se vendía en los puestos del centro de Huamantla, Tlaxcala.

### Tortitas de Santa Clara
Uno de los dulces más reconocidos de Puebla, Puebla, creados en el Convento de Santa Clara por las monjas religiosas durante la Colonia. La historia cuenta que una de las monjas buscaba nuevas recetas con el dulce de pepita y se le ocurrió combinarlo con una galleta y fue así como nació tan delicioso manjar.

### Borrachitos a la carololopiña
Son dulces hechos de harina y espolvoreados con azúcar, los hay de sabores como fresa, piña, rompope, naranja, etc. Su nombre se debe a que en su preparación se añade licor y al igual que las tortitas, su invención se atribuye a las monjas de Santa Clara y Santa Rosa.

### Gallo
Se trata de un dulce de pepita de calabaza en forma de un gallito finamente decorado. Esta delicia de la repostería mexicana tiene sus orígenes en el siglo XVI y salió de las cocinas conventuales de la Ciudad de México. El dulce, heredero del mazapán almendrado español, se comenzó a elaborar con las semillas de calabaza por el costo tan alto que suponía importar las almendras desde España.

### Ollitas de tamarindo
La presentación de este dulce varia con respecto al estado de la República Mexicana en el cual se encuentre, también se le puede hallar en forma de una pequeña esfera, sobre una cuchara de plástico, envuelta como un pequeño tamalito o de la forma más tradicional en una ollita de barro. Esta última se ha modernizado para poderla comercializar por medio de pequeños vasitos de plástico.
Este dulce está hecho a base de pulpa natural de tamarindo, si se quiere dulce se le agrega azúcar, y si se quiere salado se le agrega sal, chile en polvo y limón.

## Feria Nacional del Dulce Cristalizado
La Feria Nacional del Dulce Cristalizado se celebra en el mes de julio o agosto con fechas variables en el pueblo de Santa Cruz Acalpixca, en la demarcación territorial Xochimilco de la Ciudad de México.
Durante esta bella, colorida y dulce celebración se degustan dulces típicos de la tradición mexicana como cocadas, dulce de leche con nuez, alegrías, glorias, palanquetas de cacahuate con caramelo, dulce de calabaza, higos, frutas como sandía, guayaba, papaya, naranja, limones, hasta los más sofisticados y exóticos dulces de nopales, papas, pepinos, jitomates, chiles rellenos, aguacates, entre otras delicias para el paladar.
En la década de los años 1980, inicia la Feria del Dulce como una forma simbólica para dar a conocer al pueblo de Santa Cruz Acalpixca, en la demarcación territorial Xochimilco de la Ciudad de México, como un pueblo productor de estos dulces artesanales.
La idea de la feria fue planteada por los sacerdotes del pueblo, quienes al escuchar la propuesta decidieron apoyar la iniciativa de producción de los diferentes dulces para exhibirse y presentarse en una celebración dedicada a esto en su totalidad.
Los organizadores decidieron como fecha apropiada para celebrar dicho evento, realizarlo junto con la celebración de la fiesta patronal. Los sacerdotes hicieron numerosas invitaciones a toda la comunidad durante las misas dominicales para motivar a la gente de participar en la primera Feria del Dulce; de esta manera se llevó a cabo la primera edición de este evento en mayo de 1982, estando al frente de la organización el profesor Humberto Aguirre López.
Para estimular a los productores del dulce, el comité organizador calificó la presentación, sabor y calidad de los productos elaborados y a los tres primeros lugares les obsequió diplomas, medallas y utensilios para la elaboración de sus dulces artesanales. En esta época sólo se producían dulce de calabaza, dulce de chilacayote, dulces de coco, jaleas, dulces de leche, palanquetas de cacahuate, pepitas e higos.
El auge de la feria despertó una gran creatividad e ingenio entre los artesanos dulceros, provocando un gran esmero en la calidad e innovación de sus preparaciones. Es así como empiezan a elaborar nuevos y exóticos dulces como chiles rellenos, jitomates, betabel, papas, pepinos, aguacates, etc., dando con ello, prestigio nacional e internacional a Santa Cruz Acalpixca, el pueblo del dulce cristalizado.

## Dulces típicos
México tiene una gran variedad de dulces típicos, pero al mismo tiempo, variables formas o recetas de elaborarlos ya que también la manera en que los preparan se va heredando de generación en generación, siendo uno de los más tradicionales, aunque no tan mencionados, los turrones, se consideran dulces finos ya que no están elaborados con leche sino con glucosa, se hacen de diferentes sabores como son el piñón, la cereza, pistache y menta, entre otros. Así como el capultamal que está hecho de un Capulín, una fruta no famosa pero muy sabrosa. En nuestros dulces típicos podemos hallar una muestra más de la imaginación y de la creatividad de nuestra gente en todas las regiones del país, ya que están hechos a base de los más variados elementos como frutas, nueces, semillas, cactáceas, etcétera, lo que nos habla de cómo se aprovecha todo lo que nos ofrece cada lugar de nuestra pródiga naturaleza. Así, podemos saborear las deliciosas alegrías hechas a base de semillas de amaranto; las coloridas pepitorias, que como su nombre indica son elaboradas con pepita de calabaza; las dulces palanquetas, hechas con nuez o con cacahuate; los macarrones de leche azucarada; las cocadas; los variados dulces de leche; los jamoncillos de pepita; el acitrón, producto de nuestras cactáceas; los tamarindos enchilados o salados; las charamuscas estiradas; las trompadas que le rompen las muelas al incauto; todo tipo de frutas cubiertas como calabaza, chilacayote, higo, piña, naranja, tuna, y los limones rellenos de coco. Y cómo olvidar las crujientes morelianas, los pirulís, las jaleas, las obleas, las dulces peladillas y los malvaviscos de diferentes colores, tamaños y formas. En toda la región en México y aún más en el sur de la república ya que hay mucha variedad por ejemplo:

### EnPachuca,Hidalgo
Palanquetas.- Dulce regional elaborado con cacahuates, nueces, pepitas, piloncillo, azúcar y miel; generalmente se le da la forma rectangular o circular. 

### EnToluca,Estado de México
Podemos encontrar una gran variedad de dulces típicos de esta región como son: los chongos toluqueños, bolas de tamarindo dulce o de chile, cocadas, jamoncillos de piña, dulce de piñón, palanquetas, etc. Principalmente, podemos encontrar estos manjares en el centro de la ciudad de Toluca, ubicado en los muy conocidos "Portales". 

### EnGuanajuato,Guanajuato
Las charamuscas, originarias del estado de Guanajuato, también se preparan en Jalisco, San Luis Potosí y Michoacán, con piloncillo y mantequilla, las charamuscas son unos dulces tradicionales mexicanos elaborados a base de piloncillo con leche, con coco y con nuez. Hace mucho tiempo atrás, varios artesanos del bajío empezaron con la elaboración del dulce de charamusca, que ha tenido una gran demanda, lo que ocasionó que algunos empezaran a dar forma al dulce e iniciaron por hacer alusión con sus formas a las tradicionales momias de Guanajuato, lo que causó gran atracción a los visitantes, sus primeras elaboraciones datan de la década de los años 1950. José Luis Castillo Díaz y Pablo Banderas han sido considerados los pioneros en el arte de trabajar y moldear el caramelo.

### En elValle de México
Paletas-tricolores de caramelo. Ingredientes: azúcar, glucosa, agua y colorantes vegetales. Alfeñiques-Ingredientes: azúcar, clara de huevo y limón. Muéganos-Ingredientes: pasta de harina de trigo frita, amalgamada con almíbar de piloncillo. Alegría-Ingredientes: amaranto tostado, miel de abeja, azúcar o piloncillo, nueces y pasitas.

### EnPuebla,Puebla
El dulce más típico es el camote poblano. Su origen se remonta a la época de la colonia, cuando los conventos de la capital veían florecer las incalculables habilidades de las monjas, el convento más famoso y al que se le atribuye la creación de este dulce es el del Convento de Santa Clara. Su creación en casi todas las historias que se cuentan hace alusión a que surgió de manera imprevista luego de bromas entre monjas. La palabra camote proviene del nahuatl camohtli y hoy en día es el dulce típico poblano más conocido, el camote es un tubérculo parecido a la papa pero un poco dulce que se cocina al fogón con agua hasta lograr batirlo, se le agrega jugo de limón o naranja, una vez que está batido se les da la forma alargada con la que los conocemos para posteriormente ser enredados en un papel encerado de distintas presentaciones listo para ser vendido en pequeñas cajas y a precios muy económicos. Actualmente, la producción de este dulce ha ido cayendo, los conventos han dejado de producirlos y hoy son solo unas pequeñas fábricas en su mayoría familiares las que conservan tan distintivo empleo debido a la competencia que tiene con dulces que suelen ser aún más económicos aunque menos saludables, a pesar de ello es fácil encontrarlos en venta en lugares como el centro histórico, mercados y las terminales de autobuses pues no hay turista que pueda irse sin probar los dulces típicos poblanos.